# Списък на паметниците във Велико Търново
Тази статия представлява списък с паметниците във Велико Търново.
- Паметник на Асеневци
- Паметник на свети патриарх Евтимий
- Монумент „Майка България“
- Паметник на Стефан Стамболов
- Паметник на д-р Никола Пиколо
- Паметник „Велчова завера“
- Паметник на П. Р. Славейков
- Паметник на загиналите за българската свобода (Паметник на обесените)
- Паметник на Васил Левски
- Паметник на Христо Иванов-Големия
- Паметник на Емилиян Станев
- Паметник на търновските опълченци
- Паметник „Обявяване на независимостта, 1908 г.“
- Паметник на Никола Фичев
- Паметник на Тодор Лефтеров
- Паметник на св. св. Кирил и Методий
- Паметник на българското опълчение
- Паметник на загиналите руски воини
- Паметник-пирамида в чест на загиналите руски воини в Руско-турската освободителна война (1877 – 1878)
- Паметна плоча на революционера Стефан Дуньов
- Паметник на Иван Панов Семерджиев
- Паметник на Константин Кисимов
- Паметник на генерал Й. В. Гурко
- Черен кръст „В памет на избитите през 1945 г. 208 жертви на комунизма“ (в северната част на парк „Дружба“)
- Паметник на Димитър Благоев
- Паметник на Никола Габровски
- Паметник на проф. Александър Бурмов

## Галерия паметници
- Паметник на Васил Левски
- Паметник на Тодор Лефтеров
- Паметник на Христо Иванов – Големия
- Паметник на Стефан Стамболов
- Паметник на Никола Габровски и съпругата му Мария в парка „Дружба“
- Паметник на Никола Габровски (вляво) и Димитър Благоев
- Паметник на Иван Семерджиев
- Паметникът „Велчова завера“ в чест на въстанието 1835 г.
- Паметник на Димитър Благоев

-->